# Siddi, Italien
Siddi är en ort och kommun i provinsen Sydsardinien i regionen Sardinien i sydvästra Italien. Kommunen hade 648 invånare (2017).